# U.S.M1カービン
M1カービン（英語: M1 Carbine）は、1941年にアメリカで開発された自動小銃。拳銃よりも射程や威力に優れた補助火器として、後方要員をはじめとする歩兵銃を携行しない兵士に対して配備された。
600万丁以上が製造され、第二次世界大戦から朝鮮戦争、ベトナム戦争頃までアメリカ軍で使用されたほか、友好国の軍隊に向けて多数が輸出された。また、1960年代頃からは警察用・民生用ライフルとしても普及した。
M2カービンはM1カービンにセミオートとフルオートのセレクティブ・ファイア機能を備えたモデル、M3カービンはM2カービンに夜間暗視装置を装着可能にしたモデルである。

## 開発

### 背景
1930年代のアメリカ陸軍では、飛行場・前線基地・占領地の警備などを主とする後方部隊用の警備用火器や下士官の自衛用火器として、小銃や短機関銃・拳銃を使用していたが、いずれも用途に対して適していなかった。
当時の主力小銃は重いため携帯する負担が大きく、射程・威力が過大であるが連射性能が低かった。短機関銃は連射性能に優れるが、構造が複雑であるために重く、拳銃弾を用いるため射程が短かった。拳銃は軽量だが、射程が短い上威力が低く、小型であるため操作に熟練するのに時間がかかった。
そのため、軽量で適度な威力と射程を持つ、小銃と短機関銃の中間に位置する銃が求められた。
また、陸軍では第一次世界大戦の戦訓から以前から拳銃より射程の長い補助火器が求められていたものの、予算面の都合などもあって長らく計画の承認を得られないままでいた。
1938年、陸軍歩兵総監（Chief of Infantry）だったジョージ・アーサー・リンチ少将（George Arthur Lynch）から陸軍武器科に対し、支援兵科向けの「軽小銃」（light rifle）の開発が提案された。この提案も当初は受け入れられなかったが、1939年に第二次世界大戦が勃発したことで状況が変わり、1940年6月15日に再提案された後に陸軍長官の承認を受けることとなった。10月1日、武器科は多数の銃器メーカーや銃器設計者に対して新型軽小銃の設計要件として以下の事項を示した。
- 重量5ポンド以内。
- 有効射程は300ヤード（約274メートル）以上。セミオート射撃機能は必須。フルオート射撃も可能とすることが望ましい。
- 携行のために負革または同等の器具を取り付けられること。
- 弾薬は市販の.32ウィンチェスター・セルフローディング弾（英語版）と類似した同形式の.30口径弾を使用する。
- 設計案提出期限は1941年5月。

5月に行われた第1回審査では、複雑な構造の銃が排除され、ジョン・ガーランド設計案が高く評価された。しかし、機関部右上45度の位置に弾倉口を設けたレイアウトが問題視され、この点を修正し再設計された新型銃は元々の設計案よりも信頼性が劣ると判断された。結局、第1回審査に提出された設計案はいずれも採用されなかった。

### ウィンチェスター社の試作歩兵銃
ウィンチェスター社は第1回審査に設計案を提出しなかったメーカーの1つである。当時、同社は.30-06スプリングフィールド弾（M2普通弾）を用いる新型歩兵銃の設計を行っており、これに集中するため軽小銃計画への参加は見送られていた。しかし、さらなる設計案を求めていた武器科はウィンチェスター社に接触し、新型歩兵銃を軽小銃計画の要件に沿って再設計するように求めた。
新型歩兵銃の前身は、ジョナサン・エドモンド・"エド"・ブローニング技師（Jonathan Edmund "Ed" Browning, ジョン・ブローニングの異母弟）がM1ガーランドの後継装備となることを想定して設計したG30小銃である。ウィンチェスター社は1938年11月30日にG30の設計案を購入し、翌年3月にはブローニングを雇用したが、わずか2ヶ月後の5月16日に彼は死去する。その後、G30小銃とブローニングの設計室をそのまま引き継いだのがデイヴィッド・マーシャル・ウィリアムズ技師である。ガスシステムを改良したG30Mが1940年3月から4月頃に完成、海兵隊にてM1ガーランドおよびジョンソン小銃との比較が行われたものの、評価は3丁中最下位だった。ただし、この審査では最終的な結論が示されなかったため、以後も改良が続けられた。そして武器科研究開発部長ルネ・スタッドラー大佐（René Studler）からの打診を受けた時点で、7.5ポンドまで軽量化を図ったG30Rが設計されていた。

### 歩兵銃から軽小銃へ
ウィンチェスター社は2度目の審査に向け軽小銃の設計を開始した。スタッドラー大佐の打診から13日後、G30Rを原型とする最初の試作銃が完成した。ただし、開発主任エドウィン・パグスレー（Edwin Pugsley）との衝突があったため、ウィリアムズはこの時点の試作銃開発に参加していなかった。試作銃はおおむねブローニングの設計を引き継いでいたが、M1ガーランドと同様の回転ボルト閉鎖機構、そしてウィリアムズが考案したショートストロークピストン式（玉突き式）を取り入れていた。1941年8月9日、パグスレーの許可を得たウィリアムズがスタッドラー大佐のもとアバディーン性能試験場にて行われる試作銃の予備試験に参加する。この時の良好な試験結果を受けて軽小銃としての開発継続が決まり、9月15日までに最終的な設計案を提出することとされた。そして改良のために設計チームが再編された際、ウィリアムズは開発主任となる。しかし、ある技師がショートストロークピストンのアイデアを盗もうとしていると考えたウィリアムズが周囲と対立したため、パグスレーが呼び戻され、彼は再びチームを外れることとなった。9月12日、次の試作銃が完成するが、未解決の問題が残されていた。パグスレーから相談を受けたウィリアムズが対策にあたり、無事15日の試験に提出された。1941年9月30日、ウィンチェスター製軽小銃は制式名称United States Carbine, Caliber .30, M1として陸軍に採用されることとなった。また、海軍および海兵隊でも、真珠湾攻撃の直前に350,000丁分の契約を結んでいる。
なお、ウィリアムズはかつてノースカロライナ州の刑務所に殺人容疑で服役していた。このときひそかに考案していた自動カービン銃の設計を行い、のちに刑務所所長の許可を得てカービン銃試作から試射まで行っている。そのためウィリアムズは「刑務所でカービン銃を作った男、カービン・ウィリアムズ」と新聞メディアに取り上げられ、後にこの事が話題になり、再審で無罪を勝ち取り釈放される。ウィリアムズは釈放後ウィンチェスター社へ入社、M1カービン開発に携わる事になった。

## 特徴

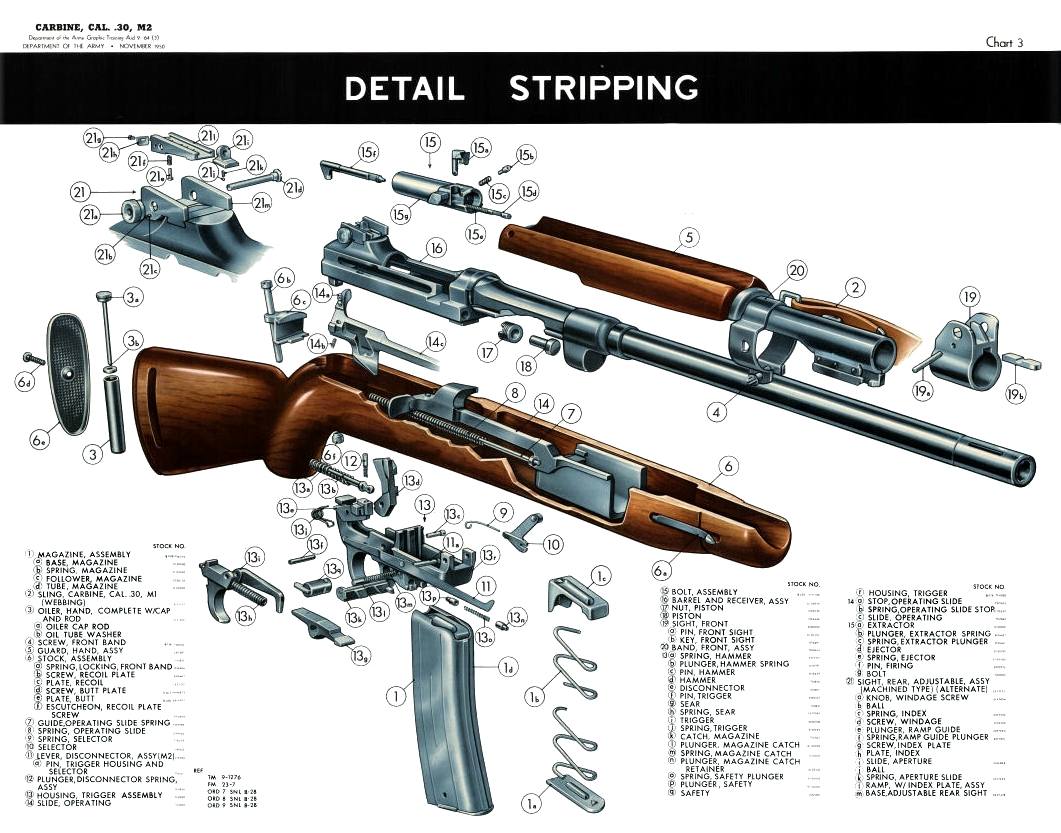
M2カービンの分解図、銃身（4) の下に小型のガスピストン（18）が描かれている。作動したガスピストンはスライド（14）の先端部を突いて、それ以降はスライドだけが慣性力で後退させる。

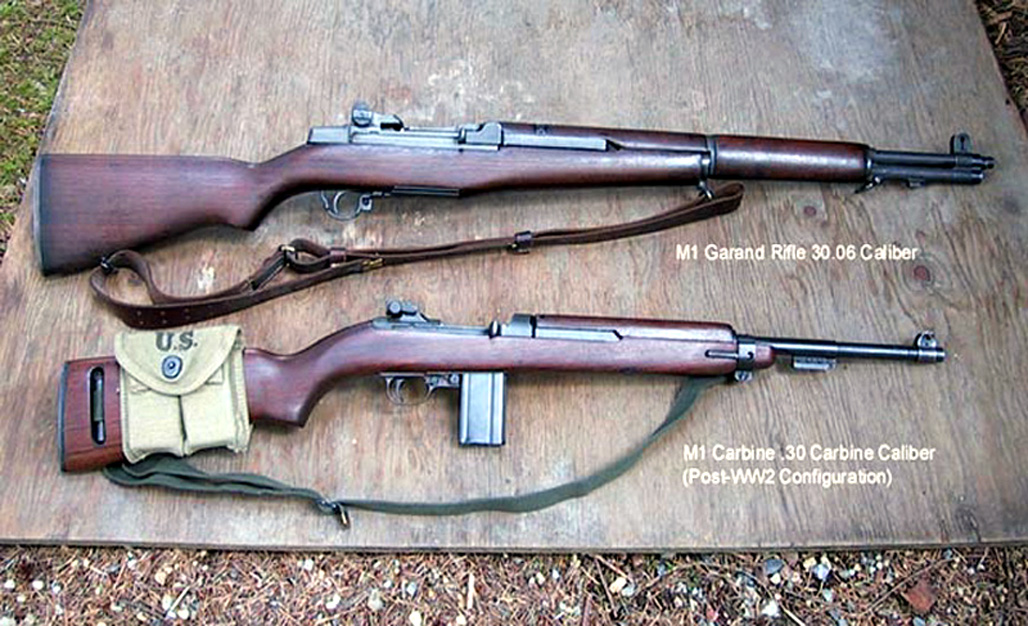
M1カービンとM1ガーランドの全長比較

M1カービンの特徴として、ボルトの閉鎖機構はM1ガーランドと同じくロータリー・ロッキングボルトを採用していたが、ガス圧でボルトを解放する機構にはショートストロークピストン式（玉突き式）を採用していた（この後、ショートストロークピストンは多くのアサルトライフルの設計に取り入れられ、AR-18、G36といったモデルに採用されている）。
M1カービンの使用弾薬である.30カービン弾は、当時の標準的小銃弾に比してはるかに腔圧が低いという特性を持っていたため、これを活かした非常に短いガスピストンが用いられている。この小さなガスピストンは多くの弾数を発射する過程で徐々に変形・腐食して行くため、専用のレンチを用いて交換する事が前提で設計されており、年代物のM1カービンを使用する際にはガスピストンの交換が必要な場合があるので注意が必要である。
また.30カービン弾には当時の軍用銃としては世界で初めて低腐食性のプライマー（雷管）が採用され、高温・高圧のガスにさらされるガスピストン（更に耐食性を高めるため後期にはステンレス製となった）や銃身内部を始めとする各部の腐食を減らし、耐用年数が大幅に伸びた。
当初、M1カービンはフルオート射撃可能の設計だったが、全長の短さと軽量さからフルオート射撃時のコントロールが難しく、量産型ではセミオート射撃（半自動）のみとなった。

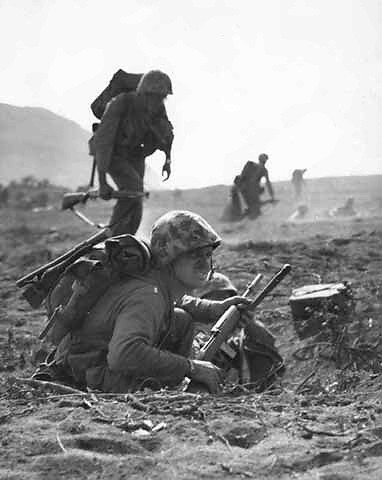
銃口にM8グレネードランチャーを付けたM1カービンを持つアメリカ海兵隊員。1945年 硫黄島にて

製造が始まった後、ボルト、バレルバンド、銃床、安全装置、マガジンキャッチ、照門の設計が変更された。また、実戦経験を踏まえフラッシュハイダー、グレネードランチャー、着剣装置が追加された。1945年以降に新仕様での新造が始められ、平行して初期生産型の改装も行われた。
M8グレネードランチャーを装着し、22mmライフルグレネードを発射できる。これはM1ガーランド用M7グレネードランチャーをもとにしたソケット型アダプターであり、蝶ねじで銃身に固定することになっていた。この時期にアメリカ軍が採用していたライフルグレネードは、いずれも空砲発射式であったので、これを発射するときには1発だけ空砲を装填する必要があった。
一方、威力不足はM1/M2カービンの欠点としてしばしば指摘される。本来、M1カービンは.45口径拳銃などの代替となることが想定されており、開発時にも精度や射程、威力は歩兵銃ほど重視されなかった。しかし、普及につれ歩兵銃と同等の運用が行われるようになったことで、これらが新たな欠点として注目されるようになった。朝鮮戦争における長津湖の戦い後にジョセフ・フィッシャー海兵中尉（Joseph Fisher）の報告によれば、25ヤードの距離で中国兵の胸を撃ったのに足止めできなかったという。また、彼の部下にも同様の経験をした者が多数あり、3発ないし4発続けて命中させてさえ足止めできなかったと語る者もいたとしている。さらに朝鮮半島の厳しい気象条件下では故障や不良が相次ぎ、信頼性も疑われるようになっていた。このため、朝鮮戦争時のM1/M2カービンの印象は非常に悪く、当時の標準的な歩兵火器の中では最も嫌われていた。ただし、威力不足の指摘に関しては、単に弾が命中していなかっただけに過ぎないとも言われている。

## 運用

### 第二次世界大戦

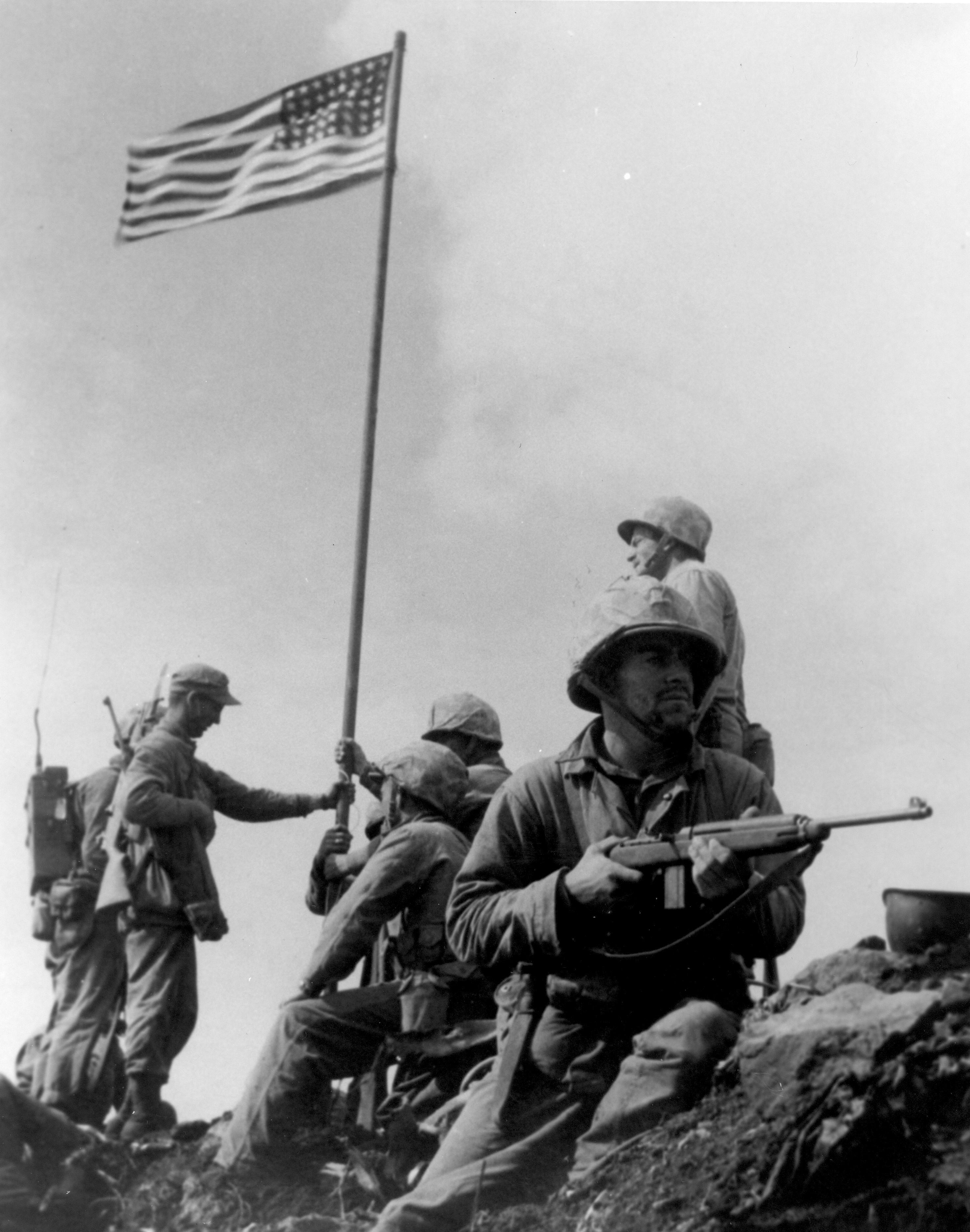
硫黄島の戦いの最中、摺鉢山にて星条旗を掲げる海兵隊員（硫黄島の星条旗。立て終わった後）

採用からおよそ2ヶ月後の1941年12月、アメリカは真珠湾攻撃を受け第二次世界大戦に参戦した。
1942年5月12日、空挺部隊からの要求を受けた陸軍武器科の命令に基づき開発されたM1A1カービンが採用された。これは折畳式のワイヤー製銃床を取り付け全長を短縮したモデルで、同年11月から生産が始まった
。
1942年6月、M1カービンの生産が始まった。製造契約を結んだ主なメーカーとしては、ゼネラルモーターズ社国内製造部（Inland Manufacturing Division）、ウィンチェスター社、アンダーウッド・エリオット・フィッシャー社、ロック＝オーラ社、アーウィン・ピダーセンアームズ社（Irwin-Pedersen Arms）、クオリティ・ハードウェア&マシン社（Quality Hardware & Machine）、ナショナル・ポスタル・メーター社（National Postal Meter）、スタンダード・プロダクツ社（Standard Products）、GM社サギノー・ステアリング・ギア部（Saginaw Steering Gear Division）、IBM社があった。
この際にウィンチェスター社はM1カービンをロイヤリティフリーと位置づけた上で各メーカーによる製造および契約を認め、また同時にウィンチェスター社に対して開発費用として$886,000がアメリカ政府から支払われた。過剰生産や不足を避けるため、下請け業者による各部品製造およびメーカーへの割当は、政府が設置したカービン産業調整委員会（Carbine Industry Integration Committee）によって指示された。
ヨーロッパ戦線にて最初の配備が行われた。当初は後方要員向け装備とされたが、間もなく前線の士官や下士官にも愛用されるようになった。
1944年5月、セレクティブ・ファイア機能をM1カービンに追加するための研究が始まった。武器科が1940年に示した要件に含まれていたこともあり、元々はウィンチェスター社でも新型小銃にセレクティブ・ファイア機能を設けることを想定していたが、開発段階でセミオート射撃のみ可能な半自動小銃に方針転換していた。しかし、小銃弾というよりは拳銃弾に近い.30カービン弾はストッピングパワーに欠けるとされ、前線ではフルオート射撃機能の追加が求められるようになった。ウィンチェスター社はスプリングフィールド造兵廠と共に他の問題の修正も含めた改良を進めていたが、その後GM社国内製造部に所属するフレデリック・サンプソン（Fredrick Sampson）とポール・ハーミッシュ（Paul Hamish）が、既成のM1カービンに組み込むことで簡単にフルオート機能を追加できる部品セットを開発した。部品セットにはT17カービンキット（Kit, Carbine, T17）、T17を組み込んだM1カービンにはT4カービンという名称がそれぞれ与えられた。前線での性能試験結果は良好で、10月26日にT4はU.S. Carbine, Caliber .30, M2として制式採用された。第二次世界大戦中にはほとんど配備されなかったが、1945年4月に始まった沖縄戦では相当数が使用された。T17と並行し30連発大型弾倉の開発も進められており、この弾倉は湾曲した形状から「バナナクリップ」（banana clip）と通称された。その後の改良でボルトストップ機能も追加された。以後、支給されていなかったM1カービンの在庫は順次M2カービンへと改良されていった。
1943年末、アメリカにおける最初の実用的な暗視照準器、T120狙撃眼鏡（Sniperscope, T120）が開発された。T120は車のヘッドライトに似た形状の赤外線照射装置と電気式望遠照準器から成り、電源の鉛蓄電池はカンバス地のナップザックに収められていた。開発後、いずれの銃に搭載するか検討され、夜間狙撃は比較的近距離で行われると想定されることと、暗視装置自体が重くかさばることから、M1カービンに搭載することが好ましいと判断された。6月、軽量狙撃銃の実用性を検討するべく、M1カービンに機関部一体型スコープマウントを設け、M1903A4狙撃銃と同様のM73B1照準器を取り付けたM1E7カービンが試作された。1943年11月から1944年1月までの試験を経て、軽量狙撃銃の実用性自体は疑わしいとされた一方で、M1E7の設計はT120の搭載に適したものと見なされた。1944年3月16日、M1E7を改良しT120を搭載したモデルをCarbine, Caliber .30, T3, Sniperscopeとして限定調達することが決定した。GM社国内製造部では1,700丁分の製造契約を結んだが、終戦のため811丁で製造が打ち切られた。ウィンチェスター社も5,160丁分の製造契約を結んだものの、1,108丁を製造した時点で終戦のため契約が打ち切られている。T120は後にM1照準器として制式化されている。M1照準器および改良型のM2照準器はスナイパースコープ（Sniperscope）と分類されていた一方、観測用の手持ち式モデルはスヌーパースコープ（Snooperscope）と分類されていた。T3カービンは日本軍の夜間斬り込みに対抗するべく開発されたものであり、一説によれば沖縄戦初期の日本側死者のうち30%はT3カービンでの狙撃によるものとも言われている。T3カービンはいずれもセミオート射撃のみ可能だった。終戦までにT3カービンはおよそ1,900丁、暗視照準器はおよそ1,700個が製造されたが、実際に前線へ送られたのはおよそ200丁ほどと言われている。また、ヨーロッパ戦線への配備は行われなかった。T3カービンは終戦後ほぼ全てが廃棄され、代わりに標準的なM1/M2カービンに後付するスコープマウントが開発され、これを取り付けた銃の制式名称はCarbine、Calibre .30, M3とされた。
アメリカ国内ではウィンチェスターをはじめとする複数企業によって生産が行われた。正確な記録は残されていないものの、主要な10企業によって1942年6月から1945年8月までの期間に少なくとも各モデル合わせて6,117,827丁が製造された。

### 第二次世界大戦後
1945年8月、終戦を受けてM1カービンの製造は終了した。各地に展開したアメリカ軍部隊の復員に伴い、M1カービンを含む各種兵器は一時回収され、オーバーホールを受けた。ほとんどのM1カービンは分解後にM2カービンと同等の後期型部品（着剣装置付きバレルバンド、30発弾倉用マガジンキャッチ、調整可能な照門など）を組み込まれ、一部にはセレクティブ・ファイア機能も追加された。
1950年に勃発した朝鮮戦争でもM2カービンは使用されたが、前線部隊、とりわけ海兵隊からは酷評された。フルオート機能を追加したため構造が複雑化し、朝鮮半島の過酷な自然環境の中で動作不良が相次いだためである。また、共に配備されていたM1ガーランドがほとんど不良を起こさなかったことも、前線の将兵がM2カービンの信頼性を疑う要因の1つとなった。750発/分という高すぎる発射速度も制御が非常に難しいとされたほか、弾倉が開口部から錆びやすく、その欠片が弾薬と共に薬室へと入り込むことが多かったという。威力不足の指摘も多数あり、ある海兵隊員は「25ヤードの距離で中国兵の胸を撃ったのに足止めできなかった」と報告している。
1957年、アメリカ軍における標準的な歩兵用小火器、すなわちM1ガーランド、M1/M2カービン、M3/M3A1短機関銃、M1918自動銃の全てを更新する銃器としてM14小銃が採用される。翌1958年までの間に武器科によってM1カービンは予備装備と指定され、大部分は部品ないし屑鉄として民間企業に売却された。ただし、その後もアメリカ軍における正式な退役宣言はしばらく行われず、M1カービンはM14やM16小銃に更新されつつもベトナム戦争を通じて使用された。空軍の基地警備隊では少なくとも1970年代を通じて使用されたという。
1960年代初頭には民間射撃プログラム（Civilian Marksmanship Program）の一環としておよそ250,000丁が民間に放出された。同時期には民間企業でも交換部品やコピー銃の製造が始まり、民生用・警察用ライフルとしての普及が進んでいった。
アメリカ軍で長らく使用されていたことや様々な戦争映画に小道具として登場すること、また軽量で低反動という特性がいわゆるホームディフェンス用途に適していることから、アメリカ合衆国における民生用ライフルとしての人気は根強い。レジェンダリー・スポーツ・インターナショナル社（Legacy Sports International）、オート・オードナンス社（Auto-Ordnance）、インランド・マニュファクチャリング社（Inland Manufacturing Inc.）などが民生用モデルの製造を行っており、インランド製のM1スカウトカービン（M1 Scout Carbine）のように、基本的な設計を踏襲しつつ、ピカティニー・レールを設けるなどの近代的な改良を加えたモデルもある。

## 外国での運用

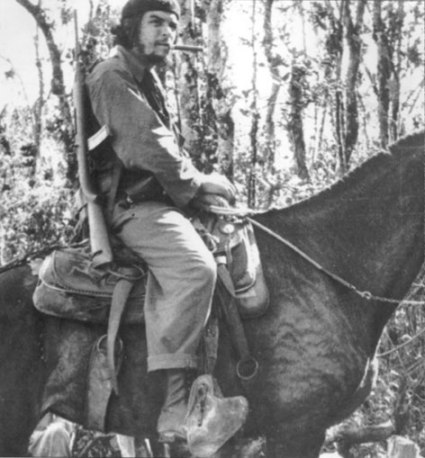
M1カービンで武装したチェ・ゲバラ。キューバにて（1958年）

第二次世界大戦中、レンドリース法に基づく給与、あるいは戦略諜報局（OSS）やイギリス特殊作戦執行部（SOE）による現地抵抗運動への支援工作などを通じて、130,000丁以上のM1カービンが外国軍へと供給された。また、終戦後には300万丁以上が50カ国以上の友好国に供与ないし売却されている。

### ドイツ
第二次世界大戦中のナチス・ドイツにおいて、鹵獲品のM1カービンがSelbstladekarabiner 455(a)などの名称で運用されたと言われることがある。しかし、この名称は諸外国の火器の識別を目的にドイツ側で作成されていた『外国火器の手引』（Kennblätter fremden Geräts）の中で与えられた識別名であり、準制式装備などの形で運用されたことを示すものではない。
1945年10月、連合軍軍政下ドイツのアメリカ占領区域にて軍政当局が警察組織の再建を開始した。11月6日に連合国管理委員会が承認したドイツ警察再武装に関する命令では、警察官の武装を拳銃と警棒に制限していたが、田舎や辺境の警察に限り例外としてカービン銃の配備を認めるとしていた。また、警察に配備する銃火器はドイツの戦力を制御するために外国製でなければならないとされていた。1946年2月、アメリカ占領区域における警察組織の業務が始まる。この時、装備としてビクトリー・リボルバー、M1911A1、そしてM1カービンが支給された。軍政下の警察向けに支給されたM1カービンは合計21,892で、このうちバイエルン州で支給された14,647丁は1955年に西ドイツ政府が買い上げ、それ以外は1949年末までにアメリカ側へと返還された。
1955年に設立されたドイツ連邦軍でも、多数のアメリカ製兵器とともにM1カービンが使用されていた。1961年からG3小銃への更新が始まり、1967年から1968年頃までに完了した。一線を退いたM1カービンは予備兵器として保管されていた。

### 日本

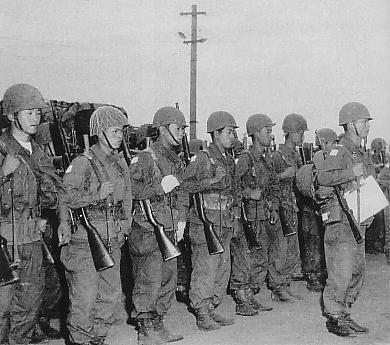
演習中の保安隊隊員。写真右端の指揮官がM1カービンを携行している（1953年）

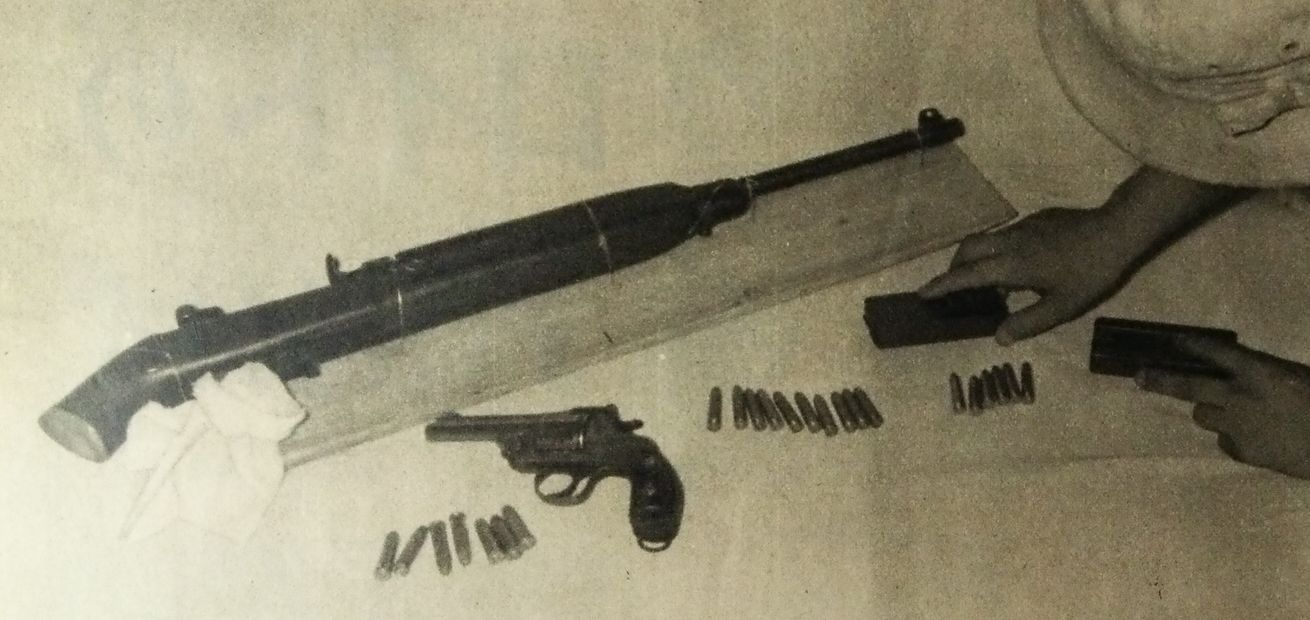
カービン銃ギャング事件で使用されたM1カービン。小型化するために銃床が切り落とされている。戦後日本における銃犯罪事件では、M1カービンや国産改良型のM300が凶器として度々用いられた（1954年）

1950年の警察予備隊創設時には米国から新品のM1カービンが貸与され、警察予備隊の初めての制式小銃となった。警察予備隊が設置された8月からの2ヶ月間、幹部・火器・通信・施設・武器・車両各課の教育を行うため設置された江田島学校以外の駐屯地はまったく武装されていなかった。10月、特別米極東軍事予備計画（Special FECOM Reserve Program, SFRP）のもと、連合国軍最高司令官総司令部の警察予備隊編成・訓練担当部局である民事部別室（Civil Affairs Section Annex, CASA）は在日米軍兵站司令部（Japan Logistic Command）から7万4000丁のM1/M2カービンを受領した。これらは各駐屯地に派遣された米軍顧問に対し支給され、訓練など使用の度に警察予備隊隊員へ貸与された。1954年に日本国とアメリカ合衆国との間の相互防衛援助協定（MSA協定）が結ばれたことで、SFRPで引き渡された物品は日本政府に無償譲渡が認められ、1955年1月をもって実施された。また、軍事援助計画（Military Assistance Program, MAP）の記録によれば、1963年には3,994丁が無償供与されている。これらのM1カービンは、64式7.62mm小銃が採用された後も自衛隊で使用され続け、小口径弾を使用する89式5.56mm小銃が採用されるまでの訓練用として用いられるなど、日本人には馴染みの深い銃のひとつとなり、「カービン銃」は自衛隊の装備する銃器の代表となった。
なお、警察予備隊創設と同じ1950年頃には、在日米軍基地に勤務する日本人警備兵にM1カービンが支給されていた例もある。
本土復帰前の沖縄（琉球政府）でも、琉球警察に米国軍政府から拳銃とともにM1カービンが支給されており、暴動などの集団的事件の鎮圧や銃器などを使用した凶悪事件の警備などに使用された。機動隊の編成・非殺傷性装備の充実とともに暴動対策用としては次第に使用されなくなったが、暴力団抗争事件などの銃器犯罪対策用としては本土復帰まで使用されていた。
豊和工業では1946年から1949年頃、日本政府からの認可を受けてアメリカ軍が使用するM1/M2カービンおよびM1ガーランドの整備および交換部品の生産を行った。アメリカ本土のメーカーは終戦を受けてM1カービンの生産を終了しており、製造設備も既に解体されていた。残された設備は連合軍軍政下ドイツのアメリカ占領区域でドイツ人警察部隊向けの交換部品を製造するためエルマ・ヴェルケ社が買い上げていた。その後、アメリカ陸軍武器科では本国と同等の品質で部品を製造できるように豊和工業側の要員を訓練・監督し、設備の提供も行った。その後も米軍向けの部品生産を続けていたが、進駐軍撤退後は自衛隊で配備されるM1カービンおよびM1ガーランドの整備や製造について責任を負うこととなった。M1カービンはU3 M1という製品名で5,000丁が自衛隊向けに製造されたほか、M1カービンを狩猟用に改良したM300、通称「ホーワカービン」も製造されていた。
豊和製M1カービンがタイ王国国家警察向けに輸出されたとされることがあり、実際に豊和製を示す文字とタイ警察の印章が共に刻印されたM1カービンも複数確認されている。ただし、豊和側はこれを否定し、民生用に販売されたM300のうち10,000丁が1965年から1966年にかけてタイ王国へ輸出されたことのみを認めている。
| 先代 警察予備隊の創設 保安隊への移行 | 自衛隊制式小銃 1950-1989 | 次代 89式5.56mm小銃 |

### 韓国

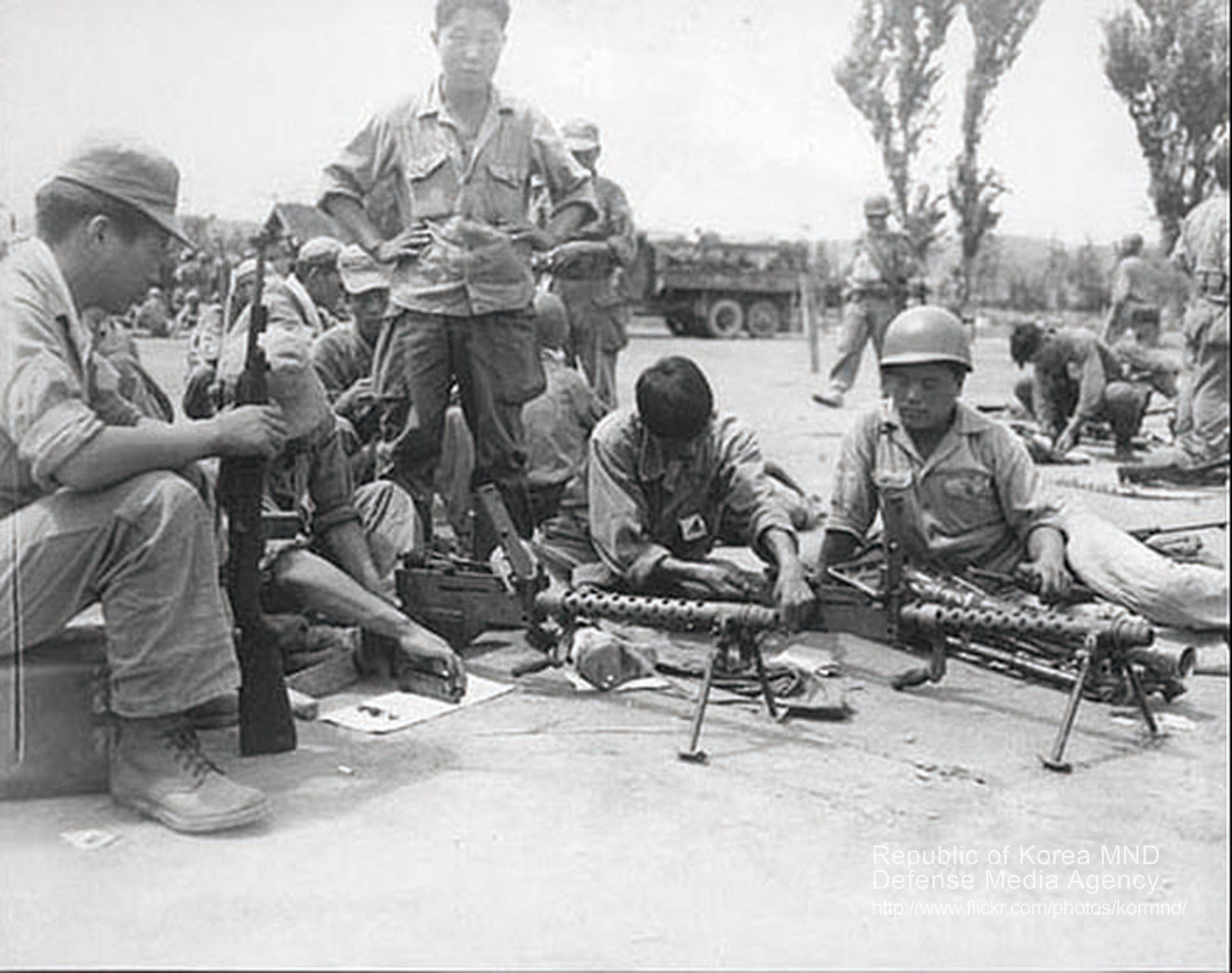
M1919機関銃の分解整備を行う韓国軍兵士。左端の兵士がM1カービンを携行しているほか、背景にも数丁が写っている。（1950年）

1960年代中頃から1970年代初頭にかけて、MAPなどを通じ少なくとも1,015,558丁のM1/M2カービンがアメリカ政府から韓国政府へと引き渡されている。
1968年4月、朴正煕大統領は郷土予備軍の設置に際し、M1/M2カービンを主力小銃として配備するように命じた。これによって多くの韓国人がM1/M2カービンでの訓練および射撃を経験することとなり、全国射撃大会（전국사격대회）にも「予備軍カービン」部門が新設された。一方、予備軍は軍や警察に比べて武器庫の管理がずさんだったため、1970年代には予備軍から盗まれたM1/M2カービンによる犯罪も多発した。犯罪者らが好んだ銃床を切り詰めて拳銃程度まで小型化したM1/M2カービンは「凶銃」（흉총）として恐れられた。また、1982年には元海兵隊員の警官、禹範坤が警察の武器庫から盗み出したM2カービンを使って銃乱射事件を起こし、住民およそ60人を殺害した。
予備軍では長らく使用されていたが、2015年3月にはM1/M2カービンによる訓練が中止され、同時に2016年末までにM16小銃への更新を完了させる方針が国防部から発表された。

### ベトナム

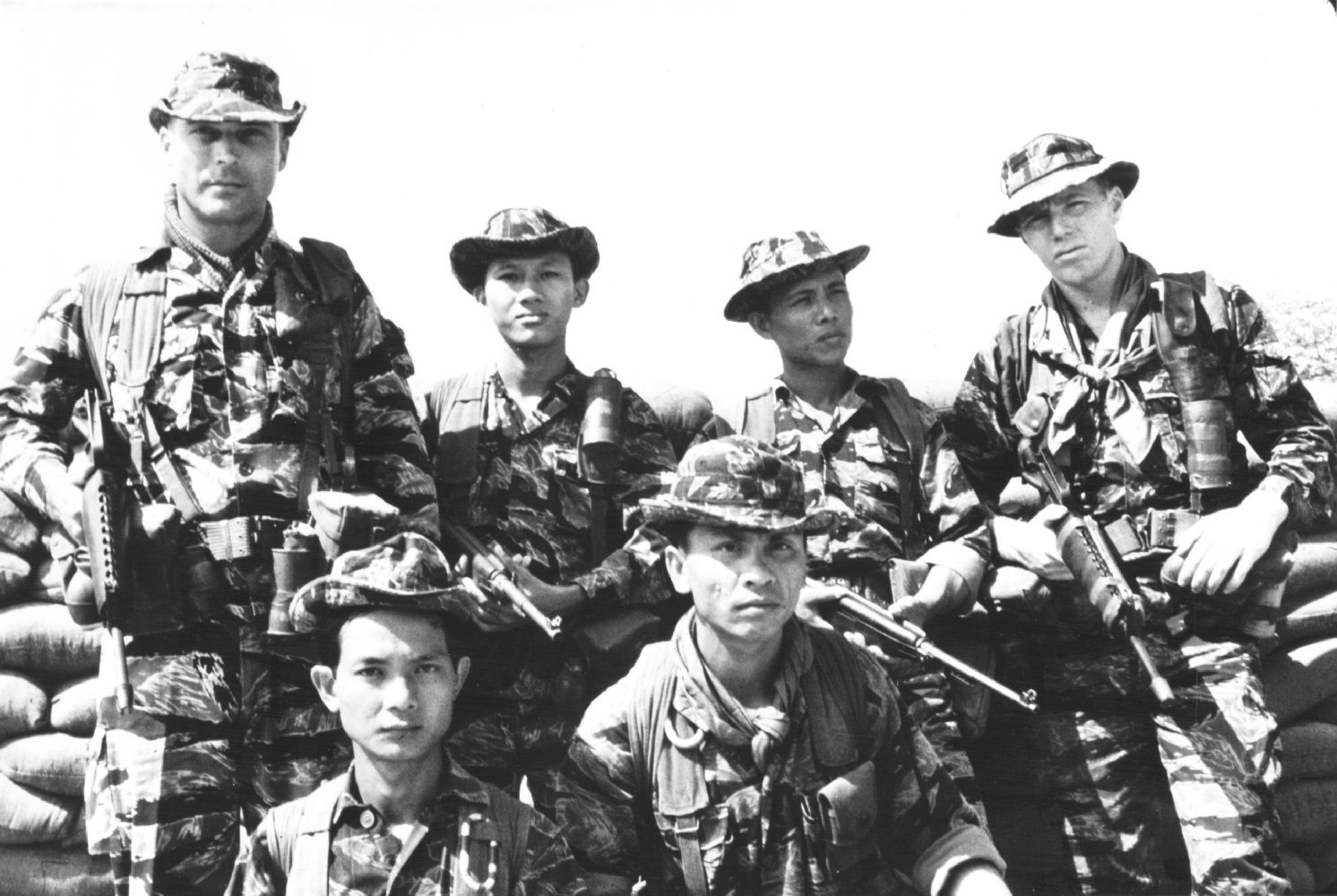
南ベトナム陸軍特殊部隊の隊員。後列両端でM16A1を持つのは米軍のグリーンベレー。（1968年）

第一次インドシナ戦争中、フランス軍によってM1/M2カービンがベトナムへと初めて持ち込まれ、対するベトミン側もこれらを大量に鹵獲して使用した。
ベトナム戦争中の1956年、ベトナム共和国（南ベトナム）に対するアメリカの軍事顧問団派遣が始まった。この際、M1/M2カービンが顧問団の装備として持ち込まれ、ベトナム共和国軍（南ベトナム軍）でも採用されることとなった。当初は海兵やレンジャーといった特殊部隊のみに支給されていたが、後に一般部隊や国家警察でも使用された。威力不足は否めなかったものの、小柄なベトナム兵にとって軽量かつ反動も小さいという点は重要な利点だった。
一方の南ベトナム解放民族戦線（ベトコン）では、ベトミンから引き継いだものに加え、南ベトナム軍から鹵獲あるいは強奪したもの、闇取引で入手したものが使用されていた。多くは銃床や銃身を切り詰めるなどの改造が施されていた。

## 主なバリエーション

### 軍用
M1
最初期モデル。後方部隊だけではなく、前線の下士官などにも配備された。
M1A1
1942年から量産が始まったモデル。空挺部隊向けに設計されたモデルで、M1カービンをピストルグリップ化し、折り畳めるワイヤー銃床を取り付けたものである。
M1A2
M1A1とは別に他社で提案された折り畳み銃床モデル。M1A1カービンの照準調整部分などが改良されていたが計画のみで量産はされなかった。
M1A3
パンタグラフ型と呼ばれる折りたたみストックと15発の箱型弾倉を採用した物。M1A1の後継として計画されたが量産はされなかった。M1A1の折りたたみ銃床に比べて、パンタグラフ型銃床は折りたたみが非常に硬いという欠点があった。
M2
M1カービンに30発の箱型弾倉を採用すると共にフルオート射撃機能を復活させたモデル。総生産数は約600,000挺。
M3
M2カービンに夜間暗視装置を装着するためのレール、夜間活動を想定したT23消炎器（T23 flash hider）を取り付けたモデル。第二次世界大戦中に開発されたT3カービンを前身とするが、機関部一体型のスコープマウントを備えていたT3と異なり、M3のスコープマウントは標準的なM1/M2に取り付ける形式のものだった。また、T3はセミオート射撃のみ可能だった。1943年に最初の暗視照準器M1が開発され、これを取り付けたT3カービン500丁弱が沖縄戦に投入された。M1は赤外線の照射距離、すなわち夜間照準可能距離が70ヤードと短く、照射装置自体も破損しやすかった。M1の改良型として、照射距離を100ヤードまで拡大したM2、125ヤードまで拡大したM3がある。朝鮮戦争期には主にM3が使用された。M3カービンの生産数は2,100丁程度だった。一部はベトナム戦争初期頃まで使われた。

### 民生用
チアッパ製カービン
チアッパ・ファイアアームズでは、M1カービンを原型とする民生用小銃を製造している。M1-9は9mmパラベラム弾を使用するモデルで、ブローバック方式に変更されており、専用の弾倉のほかベレッタ 92の弾倉を使用できる。M1-22は22LR弾を使用するモデルである。大きさはM1カービンとほぼ同等で、機関部には各種照準器を取り付けるためのネジ穴が設けられている。
豊和M300
豊和工業製の民生用モデル。ホーワカービンの通称で知られる。